# Ranzan
Ranzan (japanska: 嵐山町?, Ranzan-machi) är en landskommun (köping) i Saitama prefektur i Japan.  